# Mosze Unna
Mosze Unna (hebr.: משה אונא, ang.: Moshe Unna, ur. 22 listopada 1902 w Mannheimie, zm. 21 lutego 1989) – izraelski polityk, w latach 1956–1958 wiceminister edukacji i kultury, w latach 1949–1969 poseł do Knesetu z list Zjednoczonego Frontu Religijnego, Ha-Poel ha-Mizrachi, Narodowej Partii Religijnej (Mafdal).
W wyborach parlamentarnych w 1949 po raz pierwszy dostał się do izraelskiego parlamentu. Zasiadał w Knesetach I, II, III, IV, V i VI kadencji.